# Maulburg
Maulburg är en kommun och ort i Landkreis Lörrach i regionen Schwarzwald-Baar-Heuberg i Regierungsbezirk Freiburg i förbundslandet Baden-Württemberg i Tyskland.
Kommunen ingår i kommunalförbundet Schopfheim tillsammans med staden Schopfheim och kommunerna Hasel och Hausen im Wiesental.